# Elaphidion fracticorne
Elaphidion fracticorne är en skalbaggsart som beskrevs av Henry Frederick Wickham 1911. Elaphidion fracticorne ingår i släktet Elaphidion och familjen långhorningar. Inga underarter finns listade i Catalogue of Life.